# Nadace na hranicích
Nadace na hranicích nebo Na hranicích Nadace (anglicky Foundation's Edge) je čtvrtá kniha z pera amerického spisovatele a biochemika Isaaca Asimova ze série o Nadaci, původně trilogie, posléze doplněné o další 4 díla. Navazuje na knihu Druhá Nadace. Vyšla v roce 1982.
Autor dílo věnoval Betty Prashkerové a Lesteru Del Reyovi. Kniha získala v roce 1983 cenu Hugo v kategorii nejlepší sci-fi román a také cenu Locus téhož roku.
Kniha vyšla česky v nakladatelství AG kult v roce 1992 a v roce 2011 ve spolupráci nakladatelství Argo a Triton (pod názvem Na hranicích Nadace).

## Námět
Od založení První Nadace uplynulo 498 let. Ocitá se na vrcholu moci, její technologická a politická převaha nad zbytkem Galaxie je nezpochybnitelná, přesto se najde jeden člověk, jenž nedá na to, jak se věci jeví. Tento člověk je radním První Nadace...

## Postavy
- Delora Delarmiová - mluvčí Druhé Nadace.
- Golan Trevize - radní První Nadace, ústřední postava příběhu.
- Harla Brannoová - starostka První Nadace.
- Janov Pelorat - historik, účastní se mise společně s Golanem Trevizem.
- Liono Kodell - ředitel Bezpečnosti První Nadace na Terminu.
- Munn Li Compor - radní První Nadace.
- Quindor Shandess - První mluvčí Druhé Nadace.
- Stor Gendibal - mluvčí Druhé Nadace.

## Obsah knihy
Prolog
1. Radní
2. Starostka
3. Historik
4. Vesmír
5. Mluvčí
6. Země
7. Farmář
8. Farmářka
9. Hyperprostor
10. Stůl
11. Sayshell
12. Agent
13. Univerzita
14. Vpřed
15. Gaia - S
16. Nitky se sbíhají
17. Gaia
18. Střetnutí
19. Rozhodnutí
20. Závěr

## Děj
1. Radní
Golan Trevize, radní Nadace na Terminu vyjadřuje svému příteli Munn Li Comporovi své pochybnosti o Seldonově plánu. Ten si to však nenechá pro sebe a tyto informace předá starostce Nadace Harle Brannoové. Starostka nechá Trevizeho zatknout přímo na půdě Sněmovny, čímž překročí své pravomoce, ale je si vědoma své silné pozice. Trevize je podroben výslechu a ředitel bezpečnosti Liono Kodell pořídí nahrávku, která je koncipována tak, aby z ní vyznívalo, že Trevize schvaluje Seldonův plán. Po výslechu je Golan Trevize eskortován do svého příbytku, kde na něj již čeká starostka Brannoová.
2. Starostka
Brannoová vyzve Trevizeho, aby jí podal vlastní vysvětlení. Golan argumentuje tím, že Seldonův plán je příliš dokonalý a bezchybný, což podle jeho názoru nemohl zajistit ani takový génius, jakým byl Hari Seldon. Tudíž musí stále existovat Druhá Nadace, která manipuluje s dějinami a po vzniku druhé Galaktické Říše se má stát vládnoucí elitou.

Starostka s jeho názory v podstatě souhlasí, ale považuje je za nebezpečné pro První Nadaci. Oznámí Trevizi, že se vydá v neozbrojené moderní kosmické lodi nové generace FS Vzdálená hvězda do vesmíru, aby zjistil něco o Druhé Nadaci. Pokud odmítne, bude uvězněn.
3. Historik
Jako společník se má vydat s Golanem na pouť vesmírem historik Janov Pelorat. Ten má poskytnout ideální krytí mise, neboť je znám svou celoživotní vášní po objevení planety původu lidstva - tajemné Země. Dr. Pelorat vlastní rozsáhlý archiv s mnoha mýty a legendami. Domnívá se, že poletí na Trantor, bývalou centrální planetu první Galaktické říše, kde je sídlo Galaktické knihovny, v níž by se možná daly nalézt údaje o Zemi. Golan Trevize je však muž s abnormální intuicí, má schopnost vyvozovat správné úsudky s minima informací, a rozhoduje se, že Trantor nebude jejich první destinací.

Starostka následně předvolá Munn Li Compora a svěří mu vlastenecký úkol, který taktéž nelze odmítnout: sledování Golana Trevizeho. Compor byl v mládí přeborníkem ve sledování cílů v hyperprostoru a pro svůj úkol dostane sesterskou loď FS Jasná hvězda.
4. Vesmír
Trevize, rovněž zkušený pilot, se seznamuje s moderním plavidlem. Kosmická loď obsahuje pokročilý interface, dokáže propojit počítač s vědomím pilota, což znásobuje jeho možnosti a reakce. Je gravitická, tzn. dokáže eliminovat vlivy gravitace a nepotřebuje sebou vozit palivo. Trevize je uchvácen technickou vyspělostí lodi.

Pelorat je nervózní, ve vesmíru je poprvé a nikdy neabsolvoval skok hyperprostorem. Brzy se přesvědčí, že jeho obavy byly zbytečné.
5. Mluvčí
Na Trantoru skutečně sídlí Druhá Nadace. Trantor se po rozpadu první Říše stal zemědělskou planetou a sami obyvatelé jej nyní nazývají Damov. Exportuje se odtud kov z trosek budov a infrastruktury, která v minulosti pokrývala celý povrch planety. Druhá Nadace má pod svou kontrolou Galaktickou knihovnu a Univerzitu a jejími členy jsou mentalici, kteří dokážou číst a upravovat myšlenky lidí. Mentalici pracují v izolaci, současnou zemědělskou populaci Damova využívají pouze jako štít. Kdyby se někdo pokusil ovlivnit vědomí Damovanů, okamžitě by to členy Druhé Nadace varovalo.

Ve funkci Mluvčího působí Stor Gendibal, mladý ambiciózní muž, jenž se chce stát vůdcem Druhé Nadace - Prvním Mluvčím. Tím je v současnosti Quindor Shandess, pětadvacátý v řadě Prvních Mluvčích. Úkolem druhé Nadace je dohlížet nad Seldonovým plánem a usměrňovat První Nadaci, aby mohla vzniknout druhá Galaktická říše se značným stupněm samosprávy.

Stor Gendibal požádá o audienci u Quindora Shandesse. Je přesvědčen o existenci vážného nebezpečí, dokonce většího než byl svého času Mezek. Podle Gendibala existuje organizace, která má zájem na bezchybné realizaci Seldonova plánu a o níž Druhá Nadace netuší. Svými logickými argumenty se mu podaří Prvního mluvčího přesvědčit.
6. Země
Trevizeho zneklidňuje myšlenka, že má na lodi instalováno hyperrelé, zařízení umožňující sledovat loď hyperprostorem. Se svým novým přítelem Peloratem vedou rozhovory o původu lidstva a o Zemi. Podle dávného výroku Hariho Seldona se Druhá Nadace nachází na druhém konci Galaxie. Jedním koncem je sídlo První Nadace - Terminus, to je jisté. Avšak co má být tím druhým koncem? Má to být přímka, či dokonce kruh? V tom případě by musela druhá Nadace sídlit také na Terminu a to bez vědomí První Nadace. Ale co když je měřítkem nikoli prostor, nýbrž čas? Potom by Druhá Nadace musela sídlit na Zemi, dojde Golan Trevize k tomuto přesvědčení.

Protože Země je pouze mytická planeta a není uvedena v galaktických mapách, Perolat navrhne zaměřit pátrání na planetu Gaiu, což je jiný název pro Zemi. Ta leží v sektoru Sayshellu.
7. Farmář
Stor Gendibal se na Trantoru (pro mentaliky je to stále Trantor na rozdíl od farmářů, kteří planetu nazývají Damov) rád prochází mimo pozemky Univerzity, i když to není zcela obvyklá činnost lidí z Druhé Nadace, nicméně není ani přímo zakázaná. Při jednom z jeho výšlapů jej zastaví a napadne místní farmář Karol Rufirant se svými kumpány. Přestože Gendibal disponuje výraznými psychickými schopnostmi, není schopen zabránit útoku. Na pomoc mu přijde Sura Noviová, nezadaná prostá žena, která se jej zastane a zabrání tak jeho zranění. Pro Damovany jsou lidé Druhé Nadace podivíni, ze kterých sice mají respekt, ale jejich činnost považují za marnění času. Nazývají je "bědátoři" - zkomoleninou slova "vědátoři". Gendibal je Noviové vděčný, a když cítí její téměř posvátnou úctu, pozve ji na Univerzitu k prohlídce. Spěchá zpátky, ačkoliv si je vědom, že přijde pozdě na schůzku Stolu.
8. Farmářka
Stůl je seskupení 12 členů Druhé Nadace, které projednává budoucí kroky a de facto tak rozhoduje o osudu Galaxie. Poté, co Gendibal dorazí na schůzku, kde se má projednávat jeho podezření existence tajemné organizace, obviní někoho z přítomných z pokusu o vraždu své osoby. Je přesvědčen, že někdo chtěl zabránit jeho přítomnosti, aby mohla být tato záležitost smetena ze stolu. Všichni zbývající členové jsou v opozici proti jeho koalici s Prvním mluvčím Shandessem. Rozhoří se ostrá výměna názorů. 

Gendibala navštíví Sura Noviová, na kterou málem zapomněl. Sdělí mu, že se touží stát též "bědátorem" - vědcem. To je samozřejmě vyloučeno, ale Gendibal zachytí při zkoumání její mysli drobnou úpravu myšlenek. Nyní má důkaz, který hledal. Tak jemnou úpravu v mozku musel udělat někdo s mnohem většími schopnostmi, než ovládá Druhá Nadace.

První mluvčí Quindor Shandess oznámí Gendibalovi, že byl obžalován ze ztráty schopností potřebných k vykonávání funkce Mluvčího. Čeká jej výslech, kde se bude moci hájit.
9. Hyperprostor
Golan Trevize postupuje opatrně, propočítává a zpětně kontroluje všechny kroky počítače kosmické lodi. Zjišťuje, že funguje naprosto bezchybně. Provede sérii skoků hyperprostorem a navede loď do sektoru Sayshellu, místa, kde hodlá zjistit bližší údaje o planetě Gaia.
10. Stůl
Mluvčí Gendibal zuří. Je přesvědčen, že Druhé Nadaci hrozí smrtelné nebezpečí a on proti tomu nemůže nijak zasáhnout, dle regulí má prioritu jeho výslech, jenž se má konat za několik dní. Je si však jist svým vítězstvím. Při výslechu přednese svou tezi o neznámé mocné organizaci a podpoří ji důkazem: předvolá Suru Noviovou, aby si ostatní Mluvčí mohli všimnout drobné úpravy v jejím mozku. Zpočátku skeptičtí Mluvčí Stolu jsou šokováni. Gendibal obhájil svou funkci, avšak nadále proti němu ostře vystupuje Mluvčí Delora Delarmiová, která si dělá také zálusk na křeslo Prvního mluvčího. Gendibal poukazuje na nutnost mít pod kontrolou Golana Trevizeho, o němž se domnívá, že je klíčovou postavou v celém dění. Toho využije Delarmiová a navrhne, aby byl vyslán do kosmu spolu se Surou Noviovou pro bližší dohled nad Trevizem. Ona se tak zbaví svého úhlavního rivala v boji o post Prvního mluvčího a bude tak moci lépe manipulovat s míněním Stolu.
11. Sayshell
Posádka FS Vzdálené hvězdy přistála po bezproblémovém celním odbavení na oběžné dráze na planetě Sayshell. Dr. Peloratovi přijde zápach tohoto světa podivný. Golan Trevize je protřelým vesmírným vlkem, ví, že každá planeta má své specifické aroma a tak jej to nepřekvapuje. Nechají se dopravit do místního turistického střediska, kde je vyhlíží Munn Li Compor.
12. Agent
Munn Li Compor pracuje jako agent Druhé Nadace se statutem Pozorovatel. Dokáže zachytit signály z lidských myslí, ale nedokáže je upravit. Byl to on, kdo odhalil velký potenciál Radního Golana Trevize a předal zprávu Mluvčímu Storu Gendibalovi. Nyní má instrukce se opět setkat s Trevizem, který jej považuje za zrádce. Požádá jej o vysvětlení. Trevize se s ním zpočátku odmítá bavit, ale na výzvu Pelorata nakonec svolí k rozhovoru. Vysvětlí mu, že jej poslala starostka Brannoová, aby jej sledoval. Řeč se stočí na pátrání po Zemi. Compor jim sdělí, že planeta již není obydlená díky vysoké radioaktivitě a několik dalších legend.

Trevize dojde k přesvědčení, že Compor je agentem Druhé Nadace, vede ho k tomu série drobných příznaků, které si spojil do souvislosti.

Compor naváže spojení se Storem Gendibalem a ujistí jej, že zařídil, aby se Golan Trevize zdržel na Sayshellu. Gendibal je již na cestě, aby měl Trevizeho pod drobnohledem.
13. Univerzita
Pelorat a Trevize mezitím vyhledají na sayshellské univerzitě historika Sotayna Quintesetze. Ten jim poskytne další informace o prapůvodní planetě, sdělí jim o robotech a o Intermitentních planetách. Ale poněkud se zdráhá mluvit o Gaie, která se nalézá v tomto sektoru. Nakonec překoná vžité předsudky a označí Gaiu jako planetu, kde se zřejmě narodil Mezek. Gaia sice patří galaktograficky pod Sayshell, ale politicky a vojensky nikoli. Je zcela pasivní, několik výprav k ní skončilo neúspěchem, lodě se z mise vůbec nevrátily. Gaia odmítá kontakt s okolím a budí zdání obrovské moci. 

Trevize chce po profesoru Quintesetzovi souřadnice Gaii. Tuto záhadu hodlá rozluštit. Profesor mu souřadnice obstará s důrazným varováním, že se vydávají do záhuby.
14. Vpřed
Kosmická loď FS Vzdálená hvězda nabírá kurs Gaia a na její palubě se Radní Trevize pokouší vypáčit z dr. Pelorata, odkud se dozvěděl o Gaie. Janov si nemůže vzpomenout a Golan jej svými logickými dedukcemi zkouší vést. Nakonec se dobere domněnky, že tuto informaci získal přímo ze Sayshellu. Vyvozuje, že Gaia musí být sídlem Druhé Nadace.

Starostka Brannoová dostává zprávu od velvyslance Nadace na Sayshellu o pohybu FS Vzdálené hvězdy. Prověří si situaci a zjistí, že na sektoru Sayshellu je něco podezřelého, nespadá pod vliv Nadace a v době Mezkovy nadvlády si dokázal zajistit neutralitu. Tuto okolnost si hodlá prověřit osobně a společně s ředitelem bezpečnosti Liono Kodellem se vydává s menší flotilou vojenských lodí do blízkosti Sayshellu.
15. Gaia-S
Stor Gendibal spolu se Surou Noviovou již také míří k planetě Sayshell. Sura je znepokojená, když vidí v jeho tváři obavy. Mluvčí ji uklidňuje, že se nemusí znepokojovat a přitom si uvědomuje, jak je mladá Damovanka bystrá.

Golan Trevize provádí sérii mikroskoků hyperprostorem a přibližuje se ke Slunci Gaii. Nehodlá zbytečně riskovat. Zjistí přítomnost planety, která se pohybuje v úzkém pásmu ekosféry, tudíž by měla mít podmínky vhodné pro život. Tato úvaha se potvrdí, když objeví kosmickou stanici na oběžné dráze planety. Stane se něco podivného, počítač kosmické lodi přestal reagovat na pokyny pilota a ta je naváděna ke kosmické stanici bez možnosti změnit směr letu.
16. Nitky se sbíhají
Stor Gendibal přestoupí se Surou Noviovou do Comporovy lodi FS Jasná hvězda, zatímco Munn Li Compor převezme zastaralou loď ještě z dob první Galaktické říše, s níž přiletěl Mluvčí. Gendibal je ohromen, jaký obrovský technologický pokrok učinila První Nadace a ujistí se, že jakmile se vyřeší současná krize a on se stane Prvním Mluvčím, dohlédne na to, aby mezi oběma Nadacemi nebyl tak propastný technologický rozdíl.

Littoral Thoobing, velvyslanec Nadace na Sayshellu apeluje na Liono Kodella, aby se pokusil přesvědčit starostku Brannoovou k odvolání válečných lodí Nadace z blízkosti hranic Sayshellského svazu. Je si vědom, že Sayshell to bude vnímat jako ohrožení své suverenity, což v konečném důsledku může mít negativní dopad na budoucnost Nadace. Kodell jej ujistí, že kosmické lodě nehodlají porušit výsostný prostor Sayshellu a míří ke Gaie, která není součástí svazu. 

Starostka Harla Brannoová již ví, že Gaia není Druhá Nadace a také, že ta se nachází na planetě Trantor. Má v úmyslu se vypořádat nejprve s tímto neznámým elementem a poté i s Druhou Nadací.
17. Gaia
K Vesmírné hvězdě se blíží gaiská kosmická loď z vesmírné stanice. Golan Trevize se s Janovem Peloratem dohadují, kdo se objeví na jejich palubě. Pelorat se domnívá, že to nebude lidský zástupce. K jeho nesmírnému údivu je to mladá žena, Bliss. Vysvětlí jim, že je součástí Gaii, planety s kolektivním vědomím. Další otázky jim poskytne Dom poté, co přistanou na povrchu planety.
Dom objasňuje, že Gaia byla vytvořena před mnoha staletími za asistence robotů s telepatickými schopnostmi a tehdejší populace lidí tyto schopnosti převzala a dále rozvíjela. Dále jim ukáže svůj výrobek - participátor, přístroj umožňující zostřené vědomí. Dom patří mezi tvůrce technických pomůcek, participátor je jeho největším přínosem pro Gaiu.
 Trevize se dozví, že je jediným člověkem v galaxii, který má pomoci Gaie s krizí, kvůli tomu byly jemným způsobem manipulovány určité události, aby se jej sem podařilo dopravit.
18. Střetnutí
Stor Gendibal zachytí díky mysli Sury Noviové přítomnost slabého mentalického pole. Zatím neví, zda je jeho zdrojem planeta Gaia či bitevní loď První Nadace se starostkou Brannoovou a Kodellem na palubě. Požádá Prvního Mluvčího Shandesse o poskytnutí mentální podpory - tzv. totální sítě, propojení myslí mentaliků, díky čemuž mocně vzroste jeho operativnost. Bitevní loď se pomalu přibližuje k Jasné hvězdě a Gendibal se rozhodne udeřit s cílem zpomalit reakce posádky. S úžasem zjistí, že kosmická bitevní loď je vybavena mentalickým štítem.

Starostka Brannoová má v plánu založení druhé Galaktické říše 500 let před tím, jak to předpověděl Seldonův plán. Dopomoci jí k tomu mají účinné zbraně První Nadace. Hodlá Mluvčího Gendibala odstranit z cesty, ten je však za pomoci totální sítě schopen se nejen dostatečně bránit, nýbrž i přejít do zničujícího protiútoku. Nicméně je natolik soudný, že si dokáže představit důsledky takového útoku a tak nabízí Brannoové dočasné spojenectví. Navrhuje se společně zaměřit proti Gaie a po jejím odstranění se obě Nadace mohou postavit proti sobě, již bez vnějšího faktoru. Starostka nakonec souhlasí. Za této situace vstupuje do hry samotná Gaia.
19. Rozhodnutí
Sura Noviová odhalí svou totožnost jako Suranoviremblastiran - součást Gaii a zadrží Mluvčího Gendibala i starostku Brannoovou v jakémkoli pokusu o akci proti planetě. Schopnosti Gaii mnohonásobně převyšují i nyní spojené síly obou Nadací. Vysvětlí jejích zástupcům, že se čeká na Golana Trevizeho a jeho rozhodnutí v otázce budoucnosti Galaxie.

Trevize je nervózní z tíhy zodpovědnosti. Gaia mu vysvětlí situaci a on se musí rozhodnout pro jednu ze tří variant. Buď bude Galaxii vést První Nadace, nebo to bude Druhá Nadace či Gaia. Ať bude jeho rozhodnutí jakékoli, Gaia to bude akceptovat a plně podporovat následné rozšiřování vlivu a moci, byť by to znamenalo zánik Gaii. I díky popudu od Janova Pelorata se rozhodne pro Gaiu.
20. Závěr
Po tomto rozhodnutí jsou vymazány vzpomínky vedoucím představitelům obou Nadací a ti se vrací domů s představou, že to byli oni, kdo zdárně vyřešil krizi. Trevize si všimne Peloratovy náklonnosti k Bliss a požaduje po ní slib, aby jeho příteli nezpůsobila zklamání, neboť Pelorat se s žádnou obdobnou bolestivou situací během života nesetkal a vzhledem k jeho čistotě by se s ní nemusel vyrovnat. Trevize dokonce podezírá Bliss, že je robotem. Sám cítí, že si své rozhodnutí potřebuje nějak rozumově zdůvodnit, k čemuž mu může dopomoci nalezení Země.
"Golane, je to zvláštní, ale já Vzdálenou hvězdu vlastně pokládám za svůj domov. Aspoň proto, že je z Nadace." Pelorat se usmál. "Já jsem se totiž nikdy nepokládal za nějakého vlastence. Líbí se mi představa, že za svůj národ uznávám jen lidstvo, ale musím říct, že když jsme opustili Nadaci, v hloubi duše k ní pociťuji lásku."

## Otevřené otázky
Děj postupně graduje do nepředvídatelného rozuzlení, přesto zřejmě nebylo možné vyhnout se některým drobným nesrovnalostem či spíše je vhodnější uvést, že některé otázky zůstávají nezodpovězeny. Týká se to:
- mentalického štítu, který vyvíjela již 120 let První Nadace a zejména psychometru - zařízení, které měří mentální energii. Tento přístroj je v knize uveden jako něco, co bylo vyvinuto, aniž by někdo (tedy včetně vědeckých vývojářských týmů) mohl vysvětlit, jak přesně funguje.[3]
- události se vyvíjejí v podstatě lineárně, čili úzce navazují. V Galaxii s mnoha miliony obydlenými světy jde jen o zlomek událostí, další nemají vliv na ty, které jsou popisovány, jakoby neexistovaly (týká se celé série Nadace). Jinými slovy na tak rozsáhlý prostor připadá minimum stěžejních momentů. Tohle nelze pokládat vysloveně za nedostatek, není možné podchytit v knize tisíce dalších dějů, které by příběhu dodávaly větší barvitost.
- za chybu (v kontextu knihy) by bylo možné považovat zásah Gaii do vědomí dr. Janova Pelorata při rozhodování Golana Trevizeho o tom, jakým směrem se bude Galaxie ubírat. Ačkoli Gaia proklamovala v postavě Suranoviremblastiran (Sury Noviové) naprostou nezaujatost ve volbě Trevizeho tím, že nebude zasahovat do Trevizeho vědomí (což fakticky splnila - ovlivněno bylo vědomí Pelorata), přesto tímto krokem bylo ovlivněno nezávislé rozhodnutí Golana Trevize, byť nepřímo.[4] Autor se poté snaží podat vysvětlení (Trevize tvrdí, že by se zřejmě rozhodl stejně i bez oné Peloratovy poznámky), které už nevyznívá tak přesvědčivě.

## Poznámka
- V českém vydání (AG Kult 1992) je několikrát zaměněno jméno Prvního Mluvčího Druhé Nadace Quindora Shandesse za jméno Quindor Shadness.

## Česká vydání
- Nadace na hranicích, AG kult, 1992, ISBN 80-901035-1-0, překlad Jarmila Pravcová, 392 stran, brožovaná
- Na hranicích Nadace, Argo/Triton, 2011, ISBN 978-80-7387-498-8, EAN 9788025704578, překlad Robert Tschorn, 344 stran, vázaná